# بازپروری (ترانه ریانا)
«بازپروری» (به انگلیسی: Rehab) تک‌آهنگی از هنرمند اهل باربادوس ریانا است که در  ۶ اکتبر ۲۰۰۸ منتشر شد. این تک‌آهنگ در آلبوم دختر خوب بد شد قرار داشت.